# Bedřichovecká část
Bedřichovecká část Orlickozáhorské brázdy je údolí a část geomorfologické jednotky náležející do Orlických hor.

## Poloha a geomorfologie
Bedřichovecká část náleží do geomorfologického celku Orlické hory, podcelku Deštenská hornatina a okrsku Orlickozáhorská brázda. Dlouhá je asi 8 kilometrů a je orientována ve směru severozápad – jihovýchod. Počátek se nachází na Černém potoku severně od osady Bedřichovka, konec pak na bezejmenném příčném potoku na jižním okraji obce Orlické Záhoří. Západně je ohraničena hlavním hřebenem Orlických hor, konkrétně okrsky Deštenský hřbet a Kunštátský hřbet, jižně na ní navazuje sousední část v rámci Orlickozáhorské brázdy Neratovská část. Východně je ohraničena Bystřickými horami. Osu brázdy tvoří tok Divoké Orlice, kterým je současně vedena i česko-polská státní hranice. Maximální nadmořská výška je uměle stanovena na vrstevnici 790 metrů.

## Komunikace
Celou délkou Bedřichovecké části jsou vedeny dvě souběžné silniční komunikace, každá po jednom břehu Divoké Orlice, jedna striktně po českém a jedna po polském území. Jediným místem, kde jsou propojeny, je most spojující Orlické Záhoří a Mostowice. Na českém území se jedná o silnici II/311 spojující Deštné v Orlických horách a Bartošovice v Orlických horách. Turistické značené trasy obvykle spojují obydlené lokality na dně údolí s hlavním hřebenem Orlických hor. V severní části se nachází naučná stezka Bedřichovka.

## Zástavba a vegetace
Bedřichoveckou část z větší části zaplňuje velká luční enkláva s obcí Orlické Záhoří a osadou Bedřichovka, na polské straně Mostowice a Lasówka. Status přírodních rezervací získaly zde se hojně vyskytující podmáčené a rešelinné louky (Bedřichovka, Trčkovská louka, Hraniční louka a Velká louka). Česká část se nachází na území CHKO Orlické hory.